# Bloodlines (Supernatural)
Bloodlines (en español: Líneas de Sangre) es el vigésimo episodio de la novena temporada de la serie de televisión Supernatural. Se emitió por primera vez el 29 de abril de 2014. El episodio fue escrito por Andrew Dabbs y dirigido por Robert Singer. Este es el episodio 192 de la serie en general y sirve como piloto introductorio a la historia de la secuela Supernatural: Bloodlines. Originalmente su nombre era Tribes pero luego se decidió cambiar a Supernatural: Bloodlines.

## Reparto
| - Jared Padalecki como Sam Winchester. - Jensen Ackles como Dean Winchester. - Misha Collins como Castiel. - Lucien Laviscount como Ennis Roth. - Nathaniel Buzolic como David Hayden. - Danielle Savre como Margo Hayden. - Melissa Roxburgh como Violet Duval. - Sean Faris como Julian Duval. - Stephen Martines como Freddie Costa. |

## Trama
Sam y Dean, viajan a Chicago por un caso, donde conocerán a Ennis, David, Margo, Violet, Julian y Freddie. 